# Stimulopalpus japonicus
Stimulopalpus japonicus är en insektsart som beskrevs av Günther Enderlein 1906. Stimulopalpus japonicus ingår i släktet Stimulopalpus och familjen Amphientomidae. Inga underarter finns listade i Catalogue of Life.